# 日本弘道会
公益社団法人日本弘道会（にほんこうどうかい）とは、東京都千代田区に存在する公益社団法人。

## 概要
1876年、西村茂樹が東京修身学社を設立。1884年に日本講道会と改称され、さらに1887年には日本弘道会へと改組した。創立理念は、儒学と西洋哲学の共通点を「真理」と定め、それを日本道徳の「標準」とすること、その「標準」を広く普及・実行するための道徳の会を設立することであった。1887年9月、会長に西村茂樹、副会長に南摩綱紀、常議員に日下部三之介らが選出された。同年11月、機関誌『弘道会雑誌』を刊行。1889年10月『日本弘道会叢記』と改称し、さらに1892年5月から『日本弘道叢記』と改称した。
国民道徳の普及に努め、教育勅語の皇室中心主義の政府の政策を民間から支えた。
1914年に現在の拠点である東京都千代田区の土地を購入。現在では内閣総理大臣の認定する公益社団法人、文部科学大臣所管の社会教育関係団体となっている。拠点である日本弘道会ビルは1985年に竣工。公式サイトでは、機関紙の大正時代からのバックナンバーがダウンロードできるようになっている。